# Manuel de Eguileor Orueta
Manuel de Eguileor Orueta (Abando, Bilbao, 1884 - Amorebieta-Etxano, 1970) fou un enginyer i polític basc. Militant des de jove del Partit Nacionalista Basc (PNB), el 1916 fou president de l'Euzko Gaztedi de Bilbao, el 1917-1919 diputat per Durango i alcalde d'Amurrio. Dins del partit el 1916 fou escollit membre de Bizkai Buru Batzar, del que en serà vicepresident el 1923 i tresorer el 1930. A les eleccions generals espanyoles de 1931 fou elegit diputat per Bilbao a les Corts Espanyoles. El 1934 fou nomenat secretari general de la Junta Municipal del PNB a Bilbao i va ser processat juntament amb altres membres del Bizkai Buru Batzar. Un any més tard era designat secretari general del PNB en Biscaia. El 1937 demanà asil polític a la Gran Bretanya, d'on marxà el 1947 a París i després a Lapurdi. Tornà a Euskadi malalt, poc abans de morir. Fou editor de les obres de Sabino Arana.